# Les meurtriers sont en chemin
Pour plus de détails, voir Fiche technique et Distribution.
Les meurtriers sont en chemin (Убийцы выходят на дорогу) est un film soviétique réalisé par Vsevolod Poudovkine, sorti en 1942,.

## Synopsis
L'Allemagne nazie dont les aspects sont dépeint dans une série de plusieurs sketch comme un pays de très grande pauvreté, de violence, de peur et d'hypocrisie.

## Fiche technique
- Photographie : Era Savelïeva, Boris Voltchek
- Musique : Nikolaï Krioukov
- Décors : Artur Berger